# Lisman (Alabama)
Lisman est une ville du comté de Choctaw, en Alabama, aux États-Unis,.
En 1912, l'Alabama, Tennessee and Northern Railroad (AT & N), construit une ligne ferroviaire de Mobile, dans le comté du même nom à Reform dans le comté de Pickens. Il était prévu que la ligne traverse les plantations de Charles Ezell. John T. Cochran, le responsable d'AT & N, chargé de superviser la construction de la ligne, manque alors de financement en cours de projet, et pendant un certain temps, le travail de construction est interrompu. Frederick Lisman, un investisseur de New York, prête l'argent à Cochran afin que la ligne puisse être achevée, avec pour condition que l'une des villes traversée par la ligne porte son nom.
La ville est incorporée une première fois en 1913, puis en 1978.

## Démographie
| 1920 | 1930 | 1940 | 1950 | 1960 | 1970 |
| ---- | ---- | ---- | ---- | ---- | ---- |
| 521  | 521  | 545  | 606  | 909  | 636  |

| 1980 | 1990 | 2000 | 2010 | - | - |
| ---- | ---- | ---- | ---- | - | - |
| 638  | 481  | 653  | 539  | - | - |

## Source de la traduction
- (en) Cet article est partiellement ou en totalité issu de l’article de Wikipédia en anglais intitulé « Lisman, Alabama » (voir la liste des auteurs).